# Sultan bin Fahd Al Sa'ud
Sulṭān bin Fahd Āl Saʿūd (in arabo سلطان بن فهد بن عبد العزيز آل سعود‎?; Ta'if, 1951) è un principe, militare, politico e dirigente sportivo saudita, membro della famiglia reale Āl Saʿūd.

## Primi anni di vita e formazione
Il principe Sultan è nato a Ta'if nel 1951 ed è figlio di re Fahd. La madre, Al Anoud bint Abd al-Aziz bin Musaid, apparteneva al ramo bin Jiluwi degli Al Sa'ud. I matrimoni degli appartenenti di questo ramo cadetto con i membri del ramo principale della dinastia sono stati numerosi. Era inoltre la sorella minore di una delle mogli del principe Sultan. La madre è morta di insufficienza renale a Santa Barbara nel marzo 1999 all'età di 76 anni, dopo un lungo periodo di ricovero a Los Angeles. I suoi fratelli germani sono Faysal, Sa'ud e Khalid.
Dopo aver studiato a Riad, ha frequentato la Royal Military Academy di Sandhurst e ottenuto una laurea in scienze militari nel 1973.

## Carriera
Sultan bin Fahd, dopo la laurea, è entrato nel corpo dei carri armati delle forze armate saudite come tenente nella provincia di Tabuk. Nel 1991, è stato nominato vice presidente dell'Ente del welfare giovanile. Il 1º settembre 1999 è stato nominato presidente dello stesso ente dopo il decesso del fratello Faysal. Si è dimesso dalla carica nel gennaio 2011. Durante il suo mandato è stato anche presidente del Comitato Olimpico dell'Arabia Saudita. Il nipote Nawaf bin Faysal bin Fahd lo ha sostituito come capo dell'ente.
Dal 1999 al 2011 ha presieduto la Federazione calcistica dell'Arabia Saudita e l'Unione delle associazioni calcistiche arabe. Dal 7 febbraio 2000 al 3 ottobre 2011 è stato presidente della Federazione dei Giochi della solidarietà islamica.

## Vita personale
Sultan bin Fahd è sposato con Juhayr bint Faisal bin Turki Al Sa'ud e ha due figlie, Nuf e Sara.